# Sposalizio della Vergine (Franciabigio)

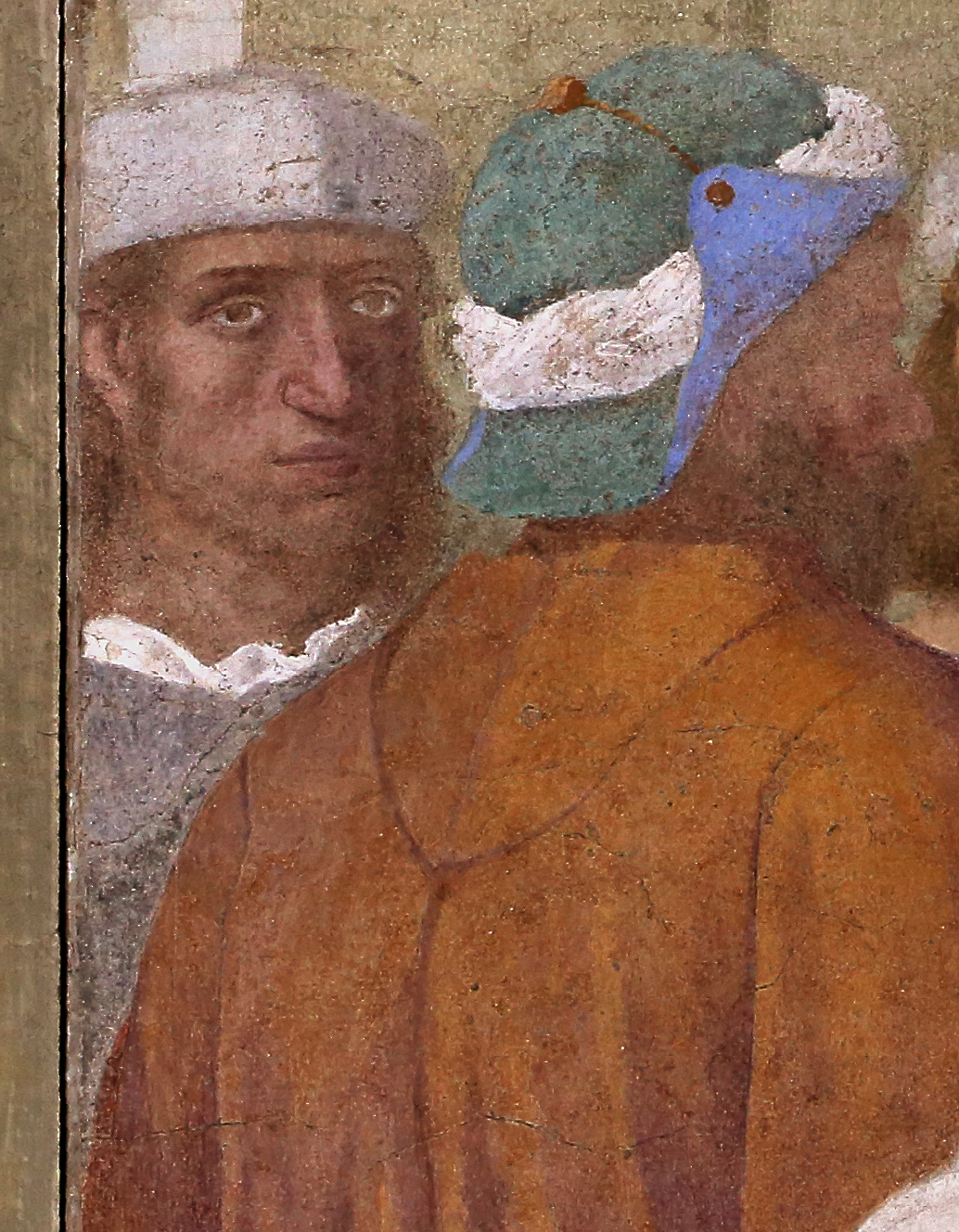
Possibile autoritratto

Lo Sposalizio della Vergine è un affresco (385x321 cm) di Franciabigio, firmato e datato al 1513 e conservato nel Chiostro dei Voti della basilica della Santissima Annunziata di Firenze.

## Storia
Il ciclo del chiostrino venne affidato a giovani pittori, forse per contenere i costi. Per lo Sposalizio è documentata la commissione iniziale a Baccio Bandinelli, allora allievo di Giovan Francesco Rustici, passata poi però al Franciabigio. 
La datazione dell'opera è confermata da alcuni documenti negli archivi dell'Annunziata. Un vivace resoconto del Vasari ricorda come fu lo stesso pittore a vandalizzare la propria opera martellando via il volto della Vergine, irritato dall'impazienza dei frati che avevano scoperto l'opera anticipatamente, senza il suo permesso.
A quella data il responsabile della decorazione, il sagrestano fra' Mariano dal Canto delle Macine, si era dovuto rivolgere ad altri artisti per il completamento del ciclo poiché Andrea del Sarto, autore di ben sette lunette, aveva rinunciato al resto dell'opera per gli scarsi guadagni. Sempre secondo la testimonianza di Vasari, il committente non doveva apprezzare particolarmente il Franciabigio, poiché usò la sua nomina quasi come un ricatto verso Andrea del Sarto per spingerlo a decorare almeno altre due Storie di Maria, cosa che fece, riportando anche come al Franciabigio fosse disposto ad accordare un salario ben inferiore.
Come gli altri affreschi della serie, venne staccato, restaurato e ricollocato entro gli anni sessanta del Cinquecento, operazione che limitò anche i danni dell'alluvione di Firenze del 4 novembre 1966.
Nel Louvre se ne conserva una copia (n. 682).

## Descrizione e stile
La scena ha un'impostazione tradizionale, simmetrica, con al centro il sacerdote che celebra il matrimonio tra Maria a sinistra e san Giuseppe a destra, sullo sfondo di una maestosa quinta architettonica. Rispetto ai precedenti però l'artista cercò di ampliare il proscenio, disponendo i personaggi lungo le diagonali e mischiando i tradizionali gruppi femminili e maschili. L'uomo che rompe la mazza, poiché a differenza di Giuseppe non fiorì miracolosamente, ad esempio non è più rappresentato in piedi come da tradizione, ma seduto in terra a destra, mentre col piede la spezza. Altre mazze sono in terra a sinistra, che evidenziano le direttrici prospettiche. La rabbia degli aspiranti rifiutati è espressa anche dall'uomo che alza il pugno, una citazione dell'analoga scena nella Cappella Tornabuoni di Ghirlandaio che, in generale, fu la principale fonte iconografica per l'intero ciclo mariano.
La scena appare animata da una monumentalità che ricorda i recenti traguardi di Raffaello nella Stanza della Segnatura, con un impianto solenne e pausato, grazie all'imponenza dell'architettura, come nella Scuola di Atene. Non è chiaro se questa impostazione derivi direttamente dalla conoscenza degli affreschi o sia stata influenzata da Andrea del Sarto (come il vicino affresco della Liberazione dell'indemoniata); c'è anche chi, come Freedberg, ribalta tale rapporto dichiarando il Sarto influenzato dal Franciabigio e non viceversa. I bassorilievi che decorano il fondale riportano storie della Genesi (in alto al centro ad esempio il Peccato originale e la Cacciata dei progenitori), tipici riferimenti biblici che trovano riscontro nelle storie di Maria, la cui vita permise poi il riscatto dell'umanità con la nascita del Salvatore.